# Верх-Красноярка
Верх-Красноярка — село в Северном районе Новосибирской области России. Административный центр Верх-Красноярского сельсовета.

## География
Площадь села — 160 гектаров.

## История
Основано около 1800 года. В 1928 г. село Верх-Красноярское состояло из 137 хозяйств, основное население — русские. В административном отношении являлось центром Верх-Красноярского сельсовета Ново-Троицкого района Барабинского округа Сибирского края.

## Население
| 2002 | 2007 | 2010 |
| ---- | ---- | ---- |
| 682  | ↗684 | ↘627 |

## Инфраструктура
В селе по данным на 2007 год функционируют 1 учреждение здравоохранения и 1 учреждение образования.